# بيرسي فرنسيس
بيرسي فرنسيس (6 مايو 1875 - 8 سبتمبر 1964)  (بالإنجليزية: Percy Francis)‏ هو لاعب كريكت بريطاني وبريطاني (وحمل سابقاً جنسية المملكة المتحدة لبريطانيا العظمى وأيرلندا). شارك مع منتخب إنجلترا للكريكت.

## وصلات خارجية
- بيرسي فرنسيس على موقع إي آس بي آن كريك إنفو (الإنجليزية)